# 蘇維埃俄國
俄羅斯社會主義聯邦蘇維埃共和國（俄语：Российская Социалистическая Федеративная Советская Республика，俄語發音：[rɐˈsʲijskəjə sɐˈvʲet͡skəjə fʲɪdʲɪrɐˈtʲivnəjə sət͡sɨəlʲɪˈsʲtʲit͡ɕɪskəjə rʲɪˈspublʲɪkə] ⓘ），通稱蘇維埃俄國（俄語：Советская Россия），一般指1917年11月7日十月革命后至1922年12月30日苏维埃社会主义共和国联盟成立前的俄国。因俄国内战及其内部行政调整导致区域持续变化，历史上一般将这一时代占有原帝俄领土的国家通称为苏俄（СP）。

## 概况
苏俄是當時世界上土地面積最大的國家（22,053,580平方公里）。1922年12月30日，苏俄与从其内部独立的白俄罗斯苏维埃社会主义共和国、乌克兰苏维埃社会主义共和国，以及苏俄实际占领的外高加索苏维埃联邦社会主义共和国签署《苏联成立条约》，建立蘇維埃社會主義共和國聯盟；俄国历史至此正式進入苏联時代。
蘇俄佔有东欧的大部分，以及幾乎整個中亚和北亚；陸地與挪威、芬兰、爱沙尼亚、拉脫維亞、立陶宛、波兰、捷克斯洛伐克、匈牙利、罗马尼亚、土耳其、波斯、阿富汗、中华民国及朝鮮接壤；而與瑞典、日本、美国及加拿大隔海相望。
第一次世界大戰期間，俄羅斯帝國爆發俄國二月革命，導致沙皇下台，俄羅斯帝國解體，成立了俄罗斯临时政府，出現了由市民階級組織的臨時政府和工人士兵代表的蘇維埃（俄語意為「大會」）並存的局面。最後以列寧為首的俄国社会民主工党左翼（布尔什维克）聯合左翼社会革命党在彼得格勒發動起義，從臨時政府手中奪取政權，史稱十月革命。革命後伊始國名为“俄罗斯苏维埃共和国”，其後與德意志帝国及其盟國簽訂和約，退出第一次世界大戰。第一次世界大戰結束以後，英國、法國、日本、波蘭、美国等國因不滿蘇俄單方面退出對德戰爭，以及沙皇俄國債務等問題，對俄國革命進行了武裝干涉。國內忠於沙皇的势力以及富農、地主和資產階級力量組織白軍发起了反對蘇維埃政權的战争。經過俄国内战，蘇維埃紅軍擊敗了白軍以及協約國的聯合武裝干涉，鞏固了政權。国庆日为11月7日，這一天又稱作「十月革命節」。

## 东欧
乌克兰在十月革命后，成立了民族主义的烏克蘭人民共和國，为苏俄下的自治共和国，后于1918年宣布从苏俄中独立，引发了乌苏战争（1917年-1921年）。苏俄于1920年8月1日使其治下的东乌克兰脱离，成为独立的社会主义的乌克兰苏维埃社会主义共和国。乌克兰苏维埃社会主义共和国于1921年吞并了西部的乌克兰人民共和国，并于1922年加入苏联。白俄罗斯本为苏俄下的自治共和国，后脱离苏俄成为独立的立陶宛-白俄羅斯蘇維埃社會主義共和國，后更名为白俄罗斯苏维埃社会主义共和国。但实际仍接受俄共（布）领导。

## 波罗的海及东北欧
波罗的海国家及芬兰在俄罗斯帝国崩溃后宣布独立。其中爱沙尼亚在签署塔尔图和约后保持了独立地位。拉脱维亚在拉脫維亞獨立戰爭中击败了苏俄支持的拉脫維亞社會主義蘇維埃共和國，里加合约获得了苏俄对其独立地位的承认。立陶宛国会签署了立陶宛独立法案后，与苏俄与波兰进行了立陶宛独立战争，后获得了苏俄的承认。芬兰王国在芬兰内战中击败了苏俄支持的芬兰社会主义工人共和国，获得了苏俄的承认。

## 中亚
帝俄崩溃后中亚地区成立独立国家，欲摆脱俄罗斯影响。然而随着俄国内战中红军的推进，红军于1920年入侵了中亚。在吞并阿拉什自治共和国之后建立了吉尔吉斯苏维埃社会主义自治共和国，属于俄罗斯苏维埃联邦社会主义共和国辖下的一个自治共和国。同时入侵了布哈拉汗国，扶植了布哈拉人民苏维埃共和国。

## 南高加索
1918年4月，外高加索地区宣布自俄罗斯共和国独立成为外高加索民主聯邦共和國。随后因为民族主义分裂成为三个民族国家：喬治亞民主共和国、亞塞拜然民主共和國和亞美尼亞民主共和國。1922年苏俄红军入侵南高加索三国，扶植成立了外高加索社会主义联邦苏维埃共和国。

## 历代旗帜
- 1918年俄羅斯蘇維埃共和國及俄罗斯苏维埃联邦社会主义共和国的国旗（比例为2:3）
- 1918年至1937年俄羅斯蘇維埃共和國及俄罗斯苏维埃联邦社会主义共和国的国旗（比例为1:2）
- 1918年至1937年俄羅斯蘇維埃共和國及俄罗斯苏维埃联邦社会主义共和国的国旗（比例为1:2）
- 1920年至1937年俄羅斯蘇維埃共和國及俄罗斯苏维埃联邦社会主义共和国的国旗（比例为2:3）
- 1937年至1954年俄羅斯蘇維埃共和國及俄罗斯苏维埃联邦社会主义共和国的国旗（比例为1:2）